# Elezioni legislative in Burundi del 2025
Le elezioni legislative in Burundi del 2025 si sono tenute il 5 giugno per il rinnovo dell'Assemblea nazionale, la camera bassa del Parlamento del paese.
Le elezioni, tenutesi in un denunciato clima opaco ed iniquo, hanno visto nuovamente, come già ampiamente anticipato, la vittoria del Consiglio Nazionale per la Difesa della Democrazia - Forze per la Difesa della Democrazia (CNDD-FDD) guidato dal Presidente Évariste Ndayishimiye che, avendo ottenuto la totalità dei seggi soggetti ad elezione (sia diretta che co-optati, per un totale di 108 seggi su 111), ha così potuto estendere ampiamente già il proprio predominio sulla politica nazionale, nonostante le contestazioni di brogli elettorali dell’opposizione.

## Sistema elettorale

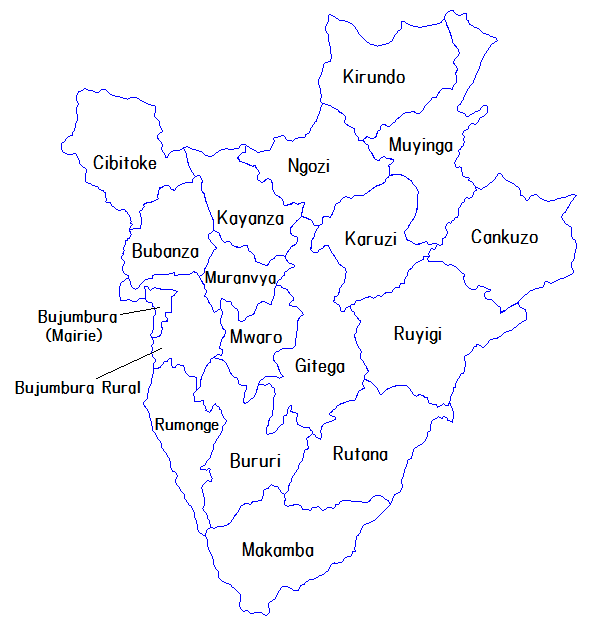
Le Province del Burundi.

Per l’elezione della quasi totalità dei membri dell’Assemblea nazionale, l’unica delle due camere del Parlamento del Burundi eletta in parte direttamente dai cittadini, la legge elettorale burundese prevede l’applicazione di un sistema proporzionale a lista chiusa di partito, corretto da una soglia di sbarramento del 2% per tutte le formazioni politiche, all’interno di 18 collegi plurinominali, corrispondenti alle province del paese.
Peculiarità del sistema, infine, sono la previsione di 3 seggi riservati alla Popolazione Twa, la possibilità di co-optare un numero di seggi tale da garantire sempre il bilanciamento 60-40 tra i due principali gruppi etnici del paese, Hutu e Tutsi, nonché una quota di genere del 30% riservata alle donne.

## Risultati
| Consiglio Nazionale per la Difesa della Democrazia - Forze per la Difesa della Democrazia (CNDD-FDD) | 5 654 807 | 96,51 | 108 |  |  |  |
| Unione per il Progresso Nazionale (UPRONA)                                                           | 80 639    | 1,38  | —   |  |  |  |
| Congresso Nazionale per la Libertà (CNL)                                                             | 34 267    | 0,58  | —   |  |  |  |
| Congresso per la Democrazia ed il Progresso (CDP)                                                    | 22 299    | 0,38  | —   |  |  |  |
| Coalizione Burundi Bwa Bose (CBBB)                                                                   | 12 936    | 0,22  | —   |  |  |  |
| Altri (<0,10%)                                                                                       | 28 078    | 0,48  | —   |  |  |  |
| Indipendenti (IND)                                                                                   | 26 212    | 0,45  | —   |  |  |  |
| Seggi di diritto (Popolo Twa)                                                                        | –         | –     | 3   |  |  |  |
| Totale                                                                                               | 5 859 238 | 100   | 111 |  |  |  |
| |           |       |     |  |  |  |
| Voti non validi                                                                                      | 86 631    | 1,46  |     |  |  |  |
| Votanti                                                                                              | 5 945 869 | 98,88 |     |  |  |  |
| Elettori                                                                                             | 6 013 498 |       |     |  |  |  |